# La Chapelle-Saint-Laurian
La Chapelle-Saint-Laurian település Franciaországban, Indre megyében. Lakosainak száma 136 fő (2022. január 1.). La Chapelle-Saint-Laurian Fontenay, Guilly, Liniez, Saint-Florentin és Vatan községekkel határos.

## Népesség
A település népességének változása:
| Lakosok száma | 162  | 162  | 135  | 141  | 138  | 147  | 148  | 140  | 136  | 136  |
|               | 1968 | 1982 | 1990 | 2006 | 2013 | 2015 | 2017 | 2019 | 2020 | 2022 |